# Behind the Mask
Behind the Mask – szesnasty album studyjny zespołu Fleetwood Mac z 1990 roku.

## Lista utworów
1. "Skies the Limit" (Christine McVie, Eddy Quintela) – 3:45
2. "Love Is Dangerous" (Stevie Nicks, Rick Vito) – 3:18
3. "In the Back of My Mind" (Billy Burnette, David E. Malloy) – 7:02
4. "Do You Know" (C.McVie, Burnette) – 4:19
5. "Save Me" (C.McVie, Quintela) – 4:15
6. "Affairs of the Heart" (Nicks) – 4:22
7. "When the Sun Goes Down" (Burnette, Vito) – 3:18
8. "Behind the Mask" (C. McVie) – 4:18
9. "Stand on the Rock" (Vito) – 3:59
10. "Hard Feelings" (Burnette, Jeff Silbar) – 4:54
11. "Freedom" (Nicks, Mike Campbell) – 4:12
12. "When It Comes to Love" (Burnette, Simon Climie, Dennis Morgan) – 4:08
13. "The Second Time" (Nicks, Vito) – 2:31

## Twórcy
- Stevie Nicks – wokal
- Billy Burnette – gitara, wokal
- Rick Vito – gitara, wokal
- John McVie – gitara basowa
- Christine McVie – instrumenty klawiszowe, wokal
- Mick Fleetwood – perkusja